# Fernando Telletxea
Fernando Telletxea Oskoz (Rentería, 18 de diciembre de 1948), conocido artísticamente como Fama, es un actor, cantante, escritor y transformista vasco.
Tras unos inicios como cantante, en los años ochenta comenzó a actuar como transformista y saltó a la fama por su papel en La muerte de Mikel (1984). En los años siguientes realizó distintos espectáculos que combinaban teatro y canto, y apariciones en cine y televisión. Publicó el álbum El otro espejo (1983), y en 1992 interpretó uno de los primeros personajes trans en una serie española, en Farmacia de guardia.

## Biografía

### Inicios
Nacido en Rentería, emigró a París para formarse como cantante y publicó como Fer el EP Canta: Fer (1965) con la discográfica Columbia. Tras una estancia en Londres, regresó a España en la Transición. En este momento cantó como segunda voz en «Morir al lado de mi amor» de Demis Roussos, y durante un periodo breve fue cantante del grupo Greta, que actuó en el Teatro Alfil de Madrid.

### El otro espejoyLa muerte de Mikel
Tras esto, decidió crear el personaje de Fama, con el que debutó y giró por el país en el espectáculo El vuelo de Fama. En 1983 publicó su primer disco El otro espejo con Compañía Fonográfica Española, que contenía una versión de la copla «Tatuaje» y «Oxford Street», compuesta por Carmen Santonja de Vainica Doble. El álbum contenía elementos de synth pop y otros géneros, y se caracterizaba por un agudo falsetto. Fue adaptado a una obra de teatro del mismo nombre con la que giró de nuevo a nivel nacional. Durante su promoción, Imanol Uribe lo conoció y fichó para La muerte de Mikel (1984), donde interpretó a una artista de cabaret del mismo nombre que iniciará un romance con el protagonista y le motivará a salir del armario.

### Espectáculos yFarmacia de guardia
En 1985 actuó en la película Luces de bohemia de Miguel Ángel Díez, donde interpreta a una madre que sufre por la muerte de su hijo. Al poco, estrenó el show Fama, su piano y su gato, y actuó en Banter (1986), de Hervé Hachuel, donde interpretó a un transformista caracterizado como Mae West y amigo de la protagonista que canta «Si fuera Jim», de su álbum de 1983, y «Bésame mucho». En 1989 estrenó en el Teatro Alcázar A media luz... con Fama, que contaba con tres secciones en que interpretaba tangos alternando registros masculinos y femeninos. En 1992 interpretó a uno de los primeros personajes trans en una serie de televisión española: el personaje de Clara, tía de la protagonista Lourdes (Concha Cuetos), que apareció en un episodio de Farmacia de guardia (1992) del director Antonio Mercero.
A partir de los años noventa publicó distintos libros, como los autobiográficos Mi cuna de madera (1994) y A contradanza (2009) y otros de temática variada.En 1999 participó en el disco Glam Zelestial de Paco Clavel con «Ave María».

## Filmografía

### Cine
- La muerte de Mikel (Imanol Uribe, 1984).
- Luces de Bohemia (Miguel Ángel Díez, 1985).
- Tatuaje (Jaime Chávarri, 1985).
- Banter (Hervé Hachuel, 1986).

### Televisión
- Con las manos en la masa
- Si yo fuera presidente
- Farmacia de Guardia (1992)

## Espectáculos y teatro
- El vuelo de Fama
- El otro espejo (1984)
- Fama, su piano y su gato (1985)
- A media luz... con Fama (1989)
- La noticia (Rafael Mendizábal, 1993)

## Discografía

### Álbum de estudio
- El otro espejo (1983)

### Sencillos y EP
- Canta: Fer (1965)
- «Aunque Esté Mas Oscuro» / «Si fuera Jim» (1983)
- «Tatuaje» / «Oxford Street» (1983)

## Libros
- Fama. Mi cuna de madera. Compañía Literaria, 1994.
- La cocina del caserío (recetas de familia). Compañía Literaria, 1999.
- Cuentos y leyendas del Valle de Baztan. Huerga y Fierro, 2005.
- Erotysimo. Huerga y Fierro, 2007.
- A contradanza. Huerga y Fierro, 2009.
- Undécimo mandamiento María. Huerga y Fierro, 2016.